# Броды (Сумская область)
Бро́ды (укр. Броди) — село, Великосамборский сельский совет, Конотопский район, Сумская область, Украина.
Код КОАТУУ — 5922080802. Население по переписи 2001 года составляло 19 человек.

## Географическое положение
Село Броды находится на правом берегу реки Малый Ромен, выше по течению на расстоянии в 1 км расположено село Малый Самбор, ниже по течению на расстоянии в 1 км расположено село Великий Самбор, на противоположном берегу — село Кут.